# Kaple svatého Jana Nepomuckého (Dejvice)
Římskokatolická kaple svatého Jana Nepomuckého v Praze 6-Dejvicích u křižovatky ulic U Matěje a Starého je jedinou dochovanou z dvanácti raně barokních kapliček z 2. poloviny 17. století, které lemovaly poutní cestu od Růžku (dnešní Vítězné náměstí) ke kostelu sv. Matěje. Kaple byla výrazně upravena v roce 1876. Koncem 90. let 20. století byla na kapličce bez vědomí památkových orgánů provedena rekonstrukce fasády do dnešní podoby, při které byl odstraněn klasicistní štukový dekor. Polychromovaná a zlacená dřevěná socha Jana Nepomuckého z konce 18. století, která stávala ve výklenku, je uložena na faře.
V současné době se u kapličky ulice U Matěje zalamuje směrem ke kostelu svatého Matěje a Šáreckému hřbitovu, zatímco v přímém směru na jižní, zaslepený úsek ulice U Matěje přímo navazuje ulice Starého. Kaplička se nachází v severozápadním rohu této křižovatky, mezi západní větví ulice u Matěje a ulicí Starého.